# بیا برقصیم (آلبوم دیوید بویی)
بیا برقصیم (انگلیسی: Let's Dance) پانزدهمین آلبوم استودیویی خواننده-ترانه‌سرای انگلیسی دیوید بویی است. این آلبوم در ۱۴ آوریل ۱۹۸۳ از طریق ئی‌ام‌آی امریکا رکوردز منتشر شد. بویی پس از انتشار هیولاهای ترسناک (و ابروحشتناک‌ها) (۱۹۸۰) دوره‌ای از حضور در فیلم‌ها و همکاری‌های موسیقایی متعددی را آغاز کرد. در طول این مدت، او آرسی‌ای رکوردز را به‌دلیل نارضایتی از رویکردشان ترک کرد. بویی در سال ۱۹۸۲ پس از بستن قرارداد با ئی‌ام‌آی امریکا، تصمیم گرفت تا آغازی تازه داشته باشد و نایل راجرز از بند راک/دیسکو شیک را برای تهیه‌کنندگی اثر بعدی خود انتخاب کرد.
این آلبوم در دسامبر ۱۹۸۲ واقع در استودیوی پاور استیشن در شهر نیویورک ضبط شد. جلسه‌های ضبط با حضور عوامل کاملاً جدید، از جمله گیتاریست ژانر تگزاس بلوز، استیوی ری وان بود. بویی برای نخستین بار در تهیهٔ این آلبوم هیچ آلات موسیقی‌ای نواخت و فقط در آواز این اثر دخیل بود. از نظر موسیقایی، بیا برقصیم اثری پست-دیسکو با عناصر دنس-راک و موج نو توصیف شده‌است. این آلبوم شامل سه ترانهٔ بازخوانی‌شده‌است: «دختر چینی» از ایگی پاپ که بویی و پاپ با هم برای آلبوم ابله (۱۹۷۷) ضبط کرده‌اند؛ «دنیای جنایی» از مترو؛ و بازنگری «آدم‌های گربه‌ای (خاموش کردن آتش)» که بویی و جورجو مورودر در اصل برای فیلم با همین نام محصول ۱۹۸۲ ضبط کرده بودند.
بیا برقصیم با موفقیت تجاری گسترده‌ای روبه‌رو شد و در بسیاری از کشورها به شمارهٔ یک جدول فروس رسید و همچنین بویی را به یک سوپراستار مشهور تبدیل کرد. این اثر پرفروش‌ترین آلبوم بویی باقی مانده‌است. چهار تک‌آهنگ این آلبوم که شامل قطعه هم‌عنوان می‌شد، همه از لحاظ تجاری موفق بودند. اما، این آلبوم نظرات ضد و نقیضی را از سوی منتقدان موسیقی دریافت کرد و عقایدشان در مورد گوناگونی محتوای هنری آلبوم متفاوت بود. قطعه هم‌عنوان و «دختر چینی» با موزیک ویدئوهایی که به‌صورت متعدد از ام‌تی‌وی پخش می‌شدند، تبلیغ شد. این آلبوم با برگزاری تور مهتاب جدی که شامل بازگشت گیتاریست‌ها، کارلوس آلومار و ارل اسلیک بود، پشتیبانی شد.
با وجود موفقیت عظیم این آلبوم، بیا برقصیم دوره‌ای از خلاقیت کم بویی را آغاز کرد. او عقیده داشت که باید موسیقی‌اش را به واسطهٔ کار بد به مخاطبان به‌تازگی کسب‌کردهٔ خود ارائه دهد که منجر به ساخت آلبوم‌های بعدی، امشب (۱۹۸۴) و هیچ‌وقت ناامیدم نکن (۱۹۸۷) شد که هر دو از نظر منتقدان ضعیف نگاشته شدند. او سپس دربارهٔ دوره‌ای که با بیا برقصیم آغاز کرد، تأمل ضعیفانه‌ای داشت و از آن به‌عنوان «سال‌های فیل کالینز» خود یاد کرد. زندگینامه‌نویسان بویی نیز ارزیابی‌های متفاوتی در مورد این اثر داشته‌اند. این آلبوم در سال ۲۰۱۸ بازسازی شد و در مجموعه جعبه‌ای دوست‌داشتن بیگانه (۱۹۸۳–۱۹۸۸) قرار گرفت.